# Baie de Bintuni

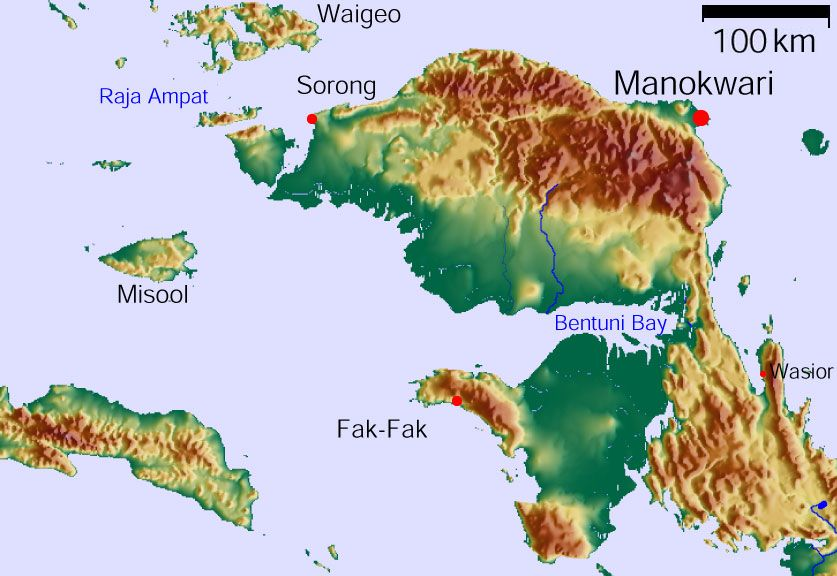

La baie de Bintuni (parfois Bentuni) est située sur la côte ouest de la Nouvelle-Guinée occidentale, au sud de la péninsule de Doberai, encore appelée « Tête d'oiseau », Vogelkop, qu'elle sépare de la péninsule de Bomberai.
Le littoral du golfe abrite près de 500 000 hectares de mangrove, ce qui en fait la 3e plus vaste zone de mangrove du monde et la 2e en Asie, et peut-être 25 % de ce qui reste de mangrove en Indonésie.
Administrativement, le golfe est situé dans le kabupaten de la baie de Bintuni ( Teluk Bintuni (« golfe de Bintuni »), dans la province indonésienne de Papouasie occidentale.

## Géographie

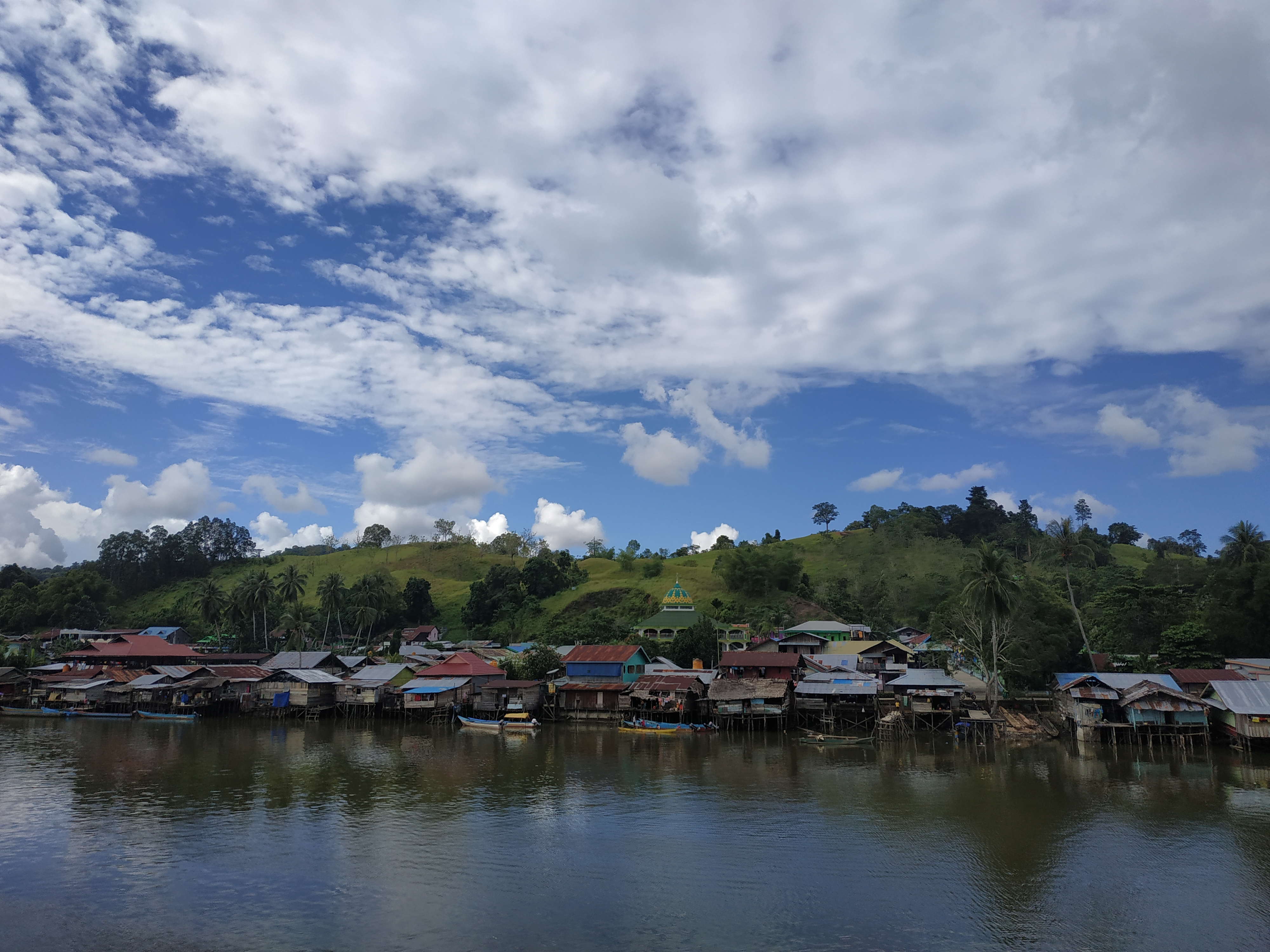
Zone habitée dans la Baie de Bintuni.

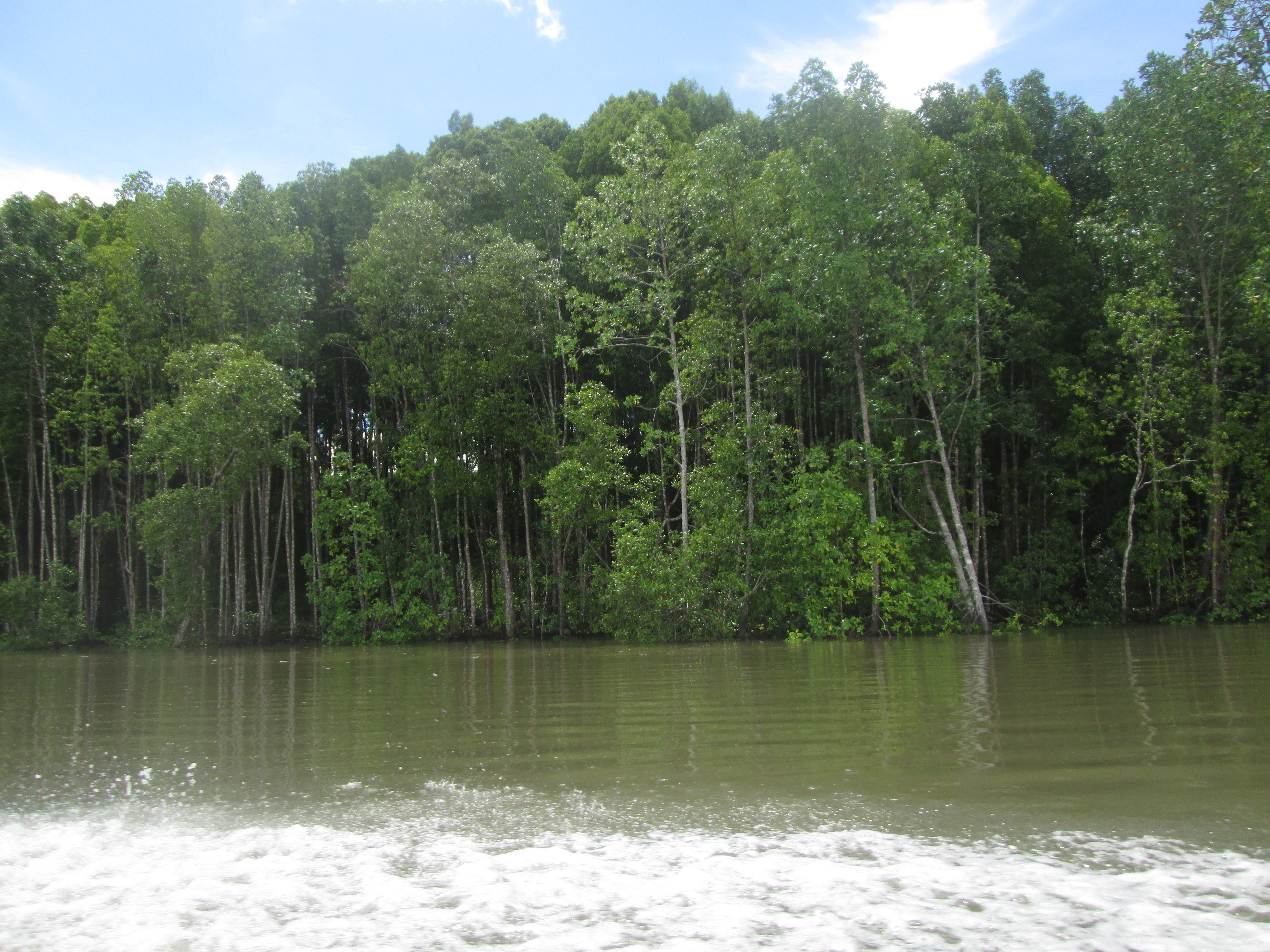
Mangrove de Bintuni.

La baie de Bintuni est comprise entre les deux presqu'îles de Doberai et Bomberai.
La baie est reliée à la mer de Céram (et donc à l'Océan Pacifique) via le golfe de Berau.
Deux fleuves coulent dans la baie, dont notamment le Muturi.
On note trois villes sur ses berges :
- Muturi
- Babo
- Bintuni (qui a donné son nom à la baie).

## Environnement
La réserve naturelle de la baie de Bintuni a une superficie de 120 000 hectares. 